# Andrij Kowtun
Andrij Ołeksandrowycz Kowtun, ukr. Андрій Олександрович Ковтун, ros. Андрей Александрович Ковтун, Andriej Aleksandrowicz Kowtun (ur. 28 lutego 1968 w Niżynie w obwodzie czernihowskim, Ukraińska SRR) – ukraiński piłkarz, grający na pozycji bramkarza, reprezentant Ukrainy, trener piłkarski.

## Kariera piłkarska

### Kariera klubowa
Wychowanek Szkoły Sportowej Dynama Kijów, w którym rozpoczął karierę piłkarską. W 1985 bronił barw SKA Kijów, potem powrócił do Dynama. W 1989 został piłkarzem Gurii Lanczchuti, ale nie rozegrał żadnego meczu. W 1990 przeniósł się do Szachtara Donieck. W 1992 kolejny raz powrócił do Dynama. Występował najpierw w drugiej drużynie, a potem od sezonu 1993/94 w podstawowej jedenastce. W 1994 został wypożyczony do Krywbasa Krzywy Róg. W 1996 przeszedł do Worskły Połtawa. Karierę piłkarską zakończył w klubie Zakarpattia Użhorod.

### Kariera reprezentacyjna
27 kwietnia 1993 debiutował w reprezentacji Ukrainy w meczu towarzyskim z Izraelem, zremisowanym 1:1. Wcześniej bronił barw młodzieżowej reprezentacji ZSRR U-23.

## Kariera trenerska
Po zakończeniu kariery zawodniczej rozpoczął karierę piłkarską. Najpierw trenował trzecioligowe zespoły Kniaża Szczasływe i Jednist' Płysky. Potem trenował CSKA Kijów. Kiedy klub we wrześniu 2009 klub został rozformowany otrzymał propozycję pracy na stanowisku głównego trenera Weresu Równe, jednak przez brak kosztów w październiku odszedł z klubu. Od 2011 trenuje bramkarzy w FK Ołeksandrija.

## Sukcesy i odznaczenia

### Sukcesy klubowe
- mistrz Ukrainy: 1993, 1994, 1995, 1996
- brązowy medalista Mistrzostw Ukrainy: 1997
- zdobywca Pucharu Ukrainy: 1993, 1996
- wicemistrz Pierwszej Lihi Ukrainy: 2001

### Sukcesy reprezentacyjne
- mistrz Europy U-23: 1990

### Sukcesy indywidualne
- członek Klubu Jewhena Rudakowa: 106 meczów na "0"

### Odznaczenia
- tytuł Mistrza Sportu ZSRR: 1986
- tytuł Mistrza Sportu Klasy Międzynarodowej: 1990